# Navia crispa
Navia crispa är en gräsväxtart som beskrevs av Lyman Bradford Smith. Navia crispa ingår i släktet Navia och familjen Bromeliaceae. Inga underarter finns listade i Catalogue of Life.